# 양가감정
양가감정(兩價感情, Ambivalence)은 어떤 대상에게 서로 대립되는 두 감정이 동시에 혼재하는 정신 상태이다. 예를 들어 어느 사람에게 사랑과 증오를 동시에 느끼는 것이 있다. 브로일러가 처음으로 이 단어를 사용하였으며, 그는 양가감정을 분열증의 기본적인 증상으로 보았다.

## 같이 보기
- 태도
- 인지부조화
- 양진주의
- 설득
- 츤데레